# Badminton 1906
Höhepunkte des Badmintonjahres 1906 waren die All England und die Irish Open.
==Internationale Veranstaltungen ==
| Veranstaltung | Herreneinzel         | Dameneinzel            | Herrendoppel                              | Damendoppel                   | Mixed                               |
| ------------- | -------------------- | ---------------------- | ----------------------------------------- | ----------------------------- | ----------------------------------- |
| All England   | Norman Wood          | Ethel Thomson Larcombe | Henry Norman Marrett George Alan Thomas   | Ethel B. Thomson Meriel Lucas | George Alan Thomas Ethel B. Thomson |
| Irish Open    | Henry Norman Marrett | -                      | Henry Norman Marrett Albert Davis Prebble | -                             | Norman Wood Hazel Hogarth           |

## Terminkalender
| Veranstaltung                  | Ort    | Datum                 |
| ------------------------------ | ------ | --------------------- |
| Middlesex Championships        | Ealing | 5. bis 6. Januar 1906 |
| Irish Open                     |        | Februar 1906          |
| All England                    | London | 1. bis 4. März 1906   |
| South of England Championships |        | 1906                  |
| Surrey Championships           |        | 1906                  |
| Hampshire Championships        |        | 1906                  |